# WTA-toernooi van Lyon
Het WTA-toernooi van Lyon is een jaarlijks terugkerend tennistoernooi voor vrouwen dat wordt georganiseerd in de Franse stad Lyon. De officiële naam van het toernooi is Open 6ème Sens – Métropole de Lyon.
De WTA organiseert het toernooi, dat in de categorie "WTA 250" valt en wordt gespeeld op hardcourtbinnenbanen in het Palais des Sports de Gerland.
Het toernooi vond in 2021 eenmalig in de Halle Tony Garnier plaats.

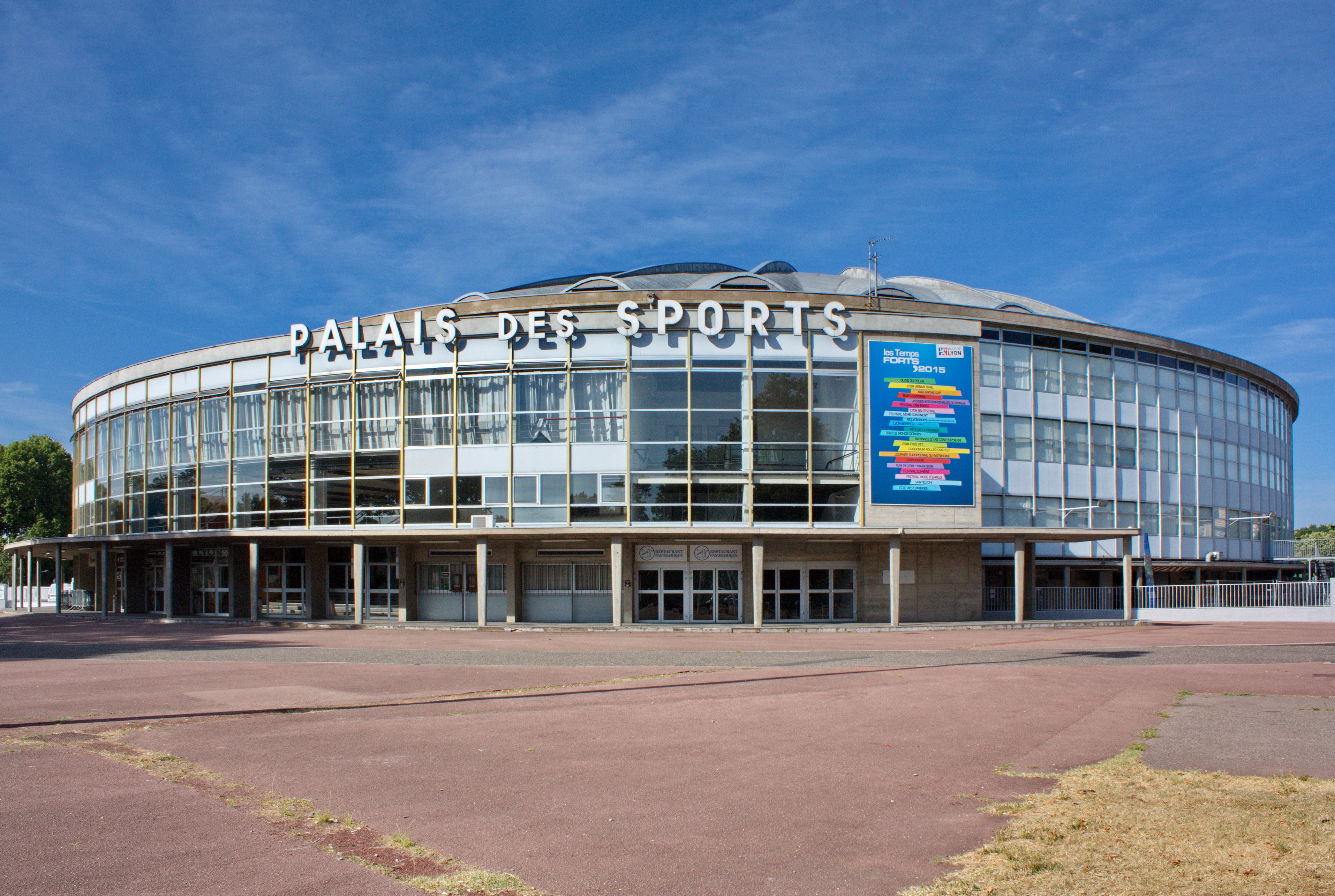
Palais des Sports de Gerland

## Finales

### Enkelspel
| Datum      | Naam      | Cat.          | ($)     | Ondergrond        | Winnares     | Verliezend finaliste | Uitslag       |         |
| ---------- | --------- | ------------- | ------- | ----------------- | ------------ | -------------------- | ------------- | ------- |
| 2020-03-02 | Lyon Open | International | 275.000 | hardcourt, binnen | Sofia Kenin  | Anna-Lena Friedsam   | 6-2, 4-6, 6-4 | details |
| 2021-03-01 | Lyon Open | WTA 250       | 235.238 | hardcourt, binnen | Clara Tauson | Viktorija Golubic    | 6-4, 6-1      | details |
| 2022-02-28 | Lyon Open | WTA 250       | 239.477 | hardcourt, binnen | Zhang Shuai  | Dajana Jastremska    | 3-6, 6-3, 6-4 | details |
| 2023-01-30 | Lyon Open | WTA 250       | 259.303 | hardcourt, binnen | Alycia Parks | Caroline Garcia      | 7-6, 7-5      | details |

### Dubbelspel
| Datum      | Naam      | Cat.          | ($)     | Ondergrond        | Winnaressen                      | Verliezend finalistes                     | Uitslag          |         |
| ---------- | --------- | ------------- | ------- | ----------------- | -------------------------------- | ----------------------------------------- | ---------------- | ------- |
| 2020-03-02 | Lyon Open | International | 275.000 | hardcourt, binnen | Laura-Ioana Paar Julia Wachaczyk | Lesley Pattinama-Kerkhove Bibiane Schoofs | 7-5, 6-4         | details |
| 2021-03-01 | Lyon Open | WTA 250       | 235.238 | hardcourt, binnen | Viktória Kužmová Arantxa Rus     | Eugenie Bouchard Olga Danilović           | 3-6, 7-5, [10-7] | details |
| 2022-02-28 | Lyon Open | WTA 250       | 239.477 | hardcourt, binnen | Laura Siegemund Vera Zvonarjova  | Alicia Barnett Olivia Nicholls            | 7-5, 6-1         | details |
| 2023-01-30 | Lyon Open | WTA 250       | 259.303 | hardcourt, binnen | Cristina Bucșa Bibiane Schoofs   | Olga Danilović Aleksandra Panova          | 7-6, 6-3         | details |